# خوان تيخيرا
خوان تيخيرا (بالإسبانية: Juan Andrés Tejera)‏ هو لاعب كرة قدم أوروغواياني في مركز الدفاع، ولد في 26 يوليو 1983 في مرسيدس، أوروغواي ‏ في الأوروغواي. لعب مع أوليمبو وديفنسا خوستيكا وسنترال إسبانيول ونادي ليفربول.

## وصلات خارجية
- خوان تيخيرا على موقع قاعدة بيانات كرة القدم.إي يو (الإنجليزية)
- خوان تيخيرا على موقع Soccerway.com (الإنجليزية)
- خوان تيخيرا على موقع عالم كرة القدم.نت (الإنجليزية)